# Taiwanvisseltrast
Taiwanvisseltrast (Myophonus insularis) är en fågel i familjen flugsnappare inom ordningen tättingar.

## Utseende och läte
Taiwanvisseltrasten är en stor (28–30 cm) trastliknande fågel med helt mörkblå dräkt. Den liknar indiska ghatsvisseltrasten, men är mattare i färgerna, med metalliskt blått band i pannan, mattare fjällning undertill och  marinblå vingkanter. Ögat är rött, näbb och ben svarta. Könen är lika, ungfågeln är mer mattsvart med blåtonade vingar.

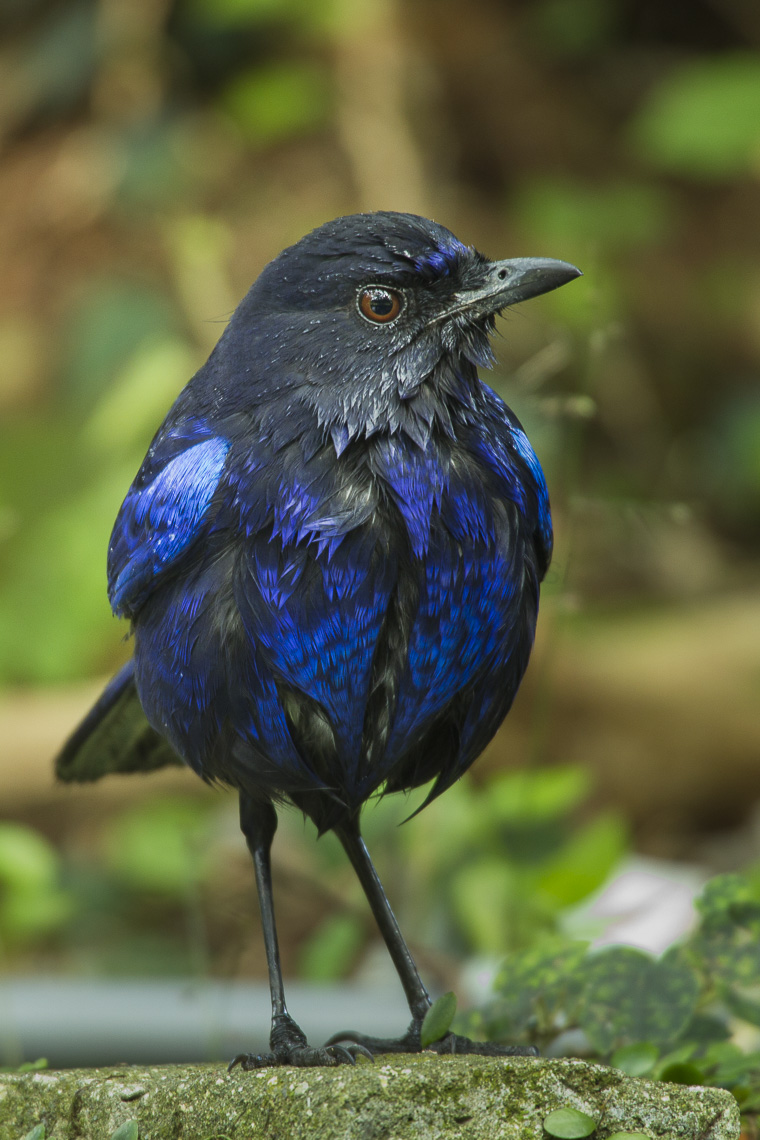

Sången består av en lugn blandning av stigande och fallande visslingar och behagliga melodiska fraser, med endast några få gnissliga toner, följt av en serie ljusa pipiga toner eller korta drillar. Bland lätena hörs ljudliga gnissliga "zi" eller "sui yi".

## Utbredning och systematik
Fågeln förekommer enbart vid bergsbäckar på Taiwan. Den behandlas som monotypisk, det vill säga att den inte delas in i några underarter.

### Familjetillhörighet
Släktet placerades tidigare med trastar i Turdidae, men DNA-studier visar att arterna är trastlika flugsnappare närmast blåpannad visseltrast (Cinclidium frontale), klyvstjärtar och Tarsiger.

## Levnadssätt
Taiwanvisseltrasten hittas i nedre regioner av täta städsegröna skogar med inslag av bambu och nära vatten. Den ses vanligen mellan 400 och 2100 meters höjd, tillfälligt högre upp och i norr ibland ner till havsnivån. Nyligen har den även påträffats i urbana miljöer. Fågeln födosöker mestadels på marken i fuktiga områden, även bland stenar mitt i rinnande vattendrag. Födan består av vattenlevande ryggradslösa djur och deras larver, men även maskar, grodor och ödlor.

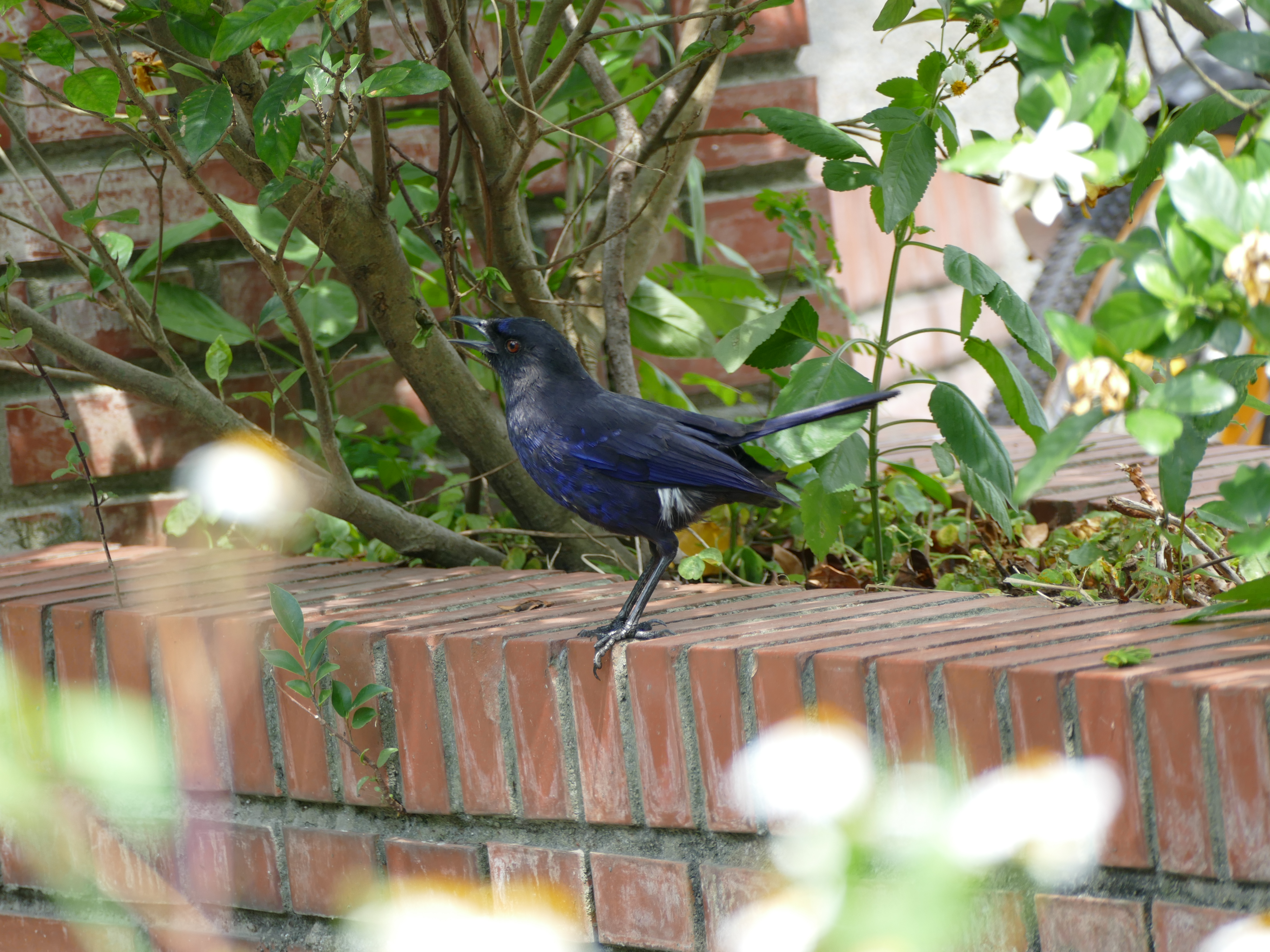
Taiwanvisseltrasten har blivit en allt vanligare syn i urbana miljöer där den till och med konstaterats häcka inne i byggnader.

### Häckning
Arten häckar april till jul och bygger sitt bo av mossa, döda kvistar och rötter. Boet placeras i en hålighet bland stenar, ibland upp till tolv meter ovan mark i ett träd. Bofynd har även gjorts intill broar och inne i byggnader. Den lägger två till fyra ägg som ruvas i tolv till 14 dagar.

## Status
Taiwanvisseltrasten har ett begränsat utbredningsområde och minskar i antal, dock inte tillräckligt kraftigt för att anses vara hotad.IUCN kategoriserar arten som livskraftig.